# Erich Probst
Erich Probst (Viena, 5 de dezembro de 1927 — Viena, 16 de março de 1988) foi um futebolista austríaco.

## Carreira em clubes
- SK Admira Wien (1945-1949)
- First Vienna FC (1950)
- SK Rapid Wien (1950-1956)
- Wuppertaler SV (1956-1958)
- FC Zürich (1958-1959)
- SV Austria Salzburg (1959-1960)
- Salzburger AK 1914 (1961)
- First Vienna FC (1962-1963)

## Carreira na Seleção
Sua estréia pela Seleção Austríaca foi em Maio de 1951 em um amistoso contra a Escócia e participou da Copa do Mundo de 1954, na Suíça. A Seleção Austríaca terminou a Copa em terceiro lugar e Probst foi o segundo na artilharia da competição com 6 gols, atrás de Sandor Kocsis, da Hungria e junto com Max Morlock, da Alemanha, e de Josef Hügi, da Suíça.
Probst realizou 19 partidas pelo seu país, marcando 17 gols. Sua última partida pela seleção foi em Março de 1960, durante jogo das eliminatórias da Eurocopa, contra a França.

## Títulos
- Campeonato Austríaco (4):
  - 1951, 1952, 1954, 1956
- Zentropa Cup (1):
  - 1951